# Бернштейн, Инна Абрамовна
И́нна Абра́мовна Бернште́йн (7 октября 1919, Москва — 1992, там же) — советский и российский литературный критик и литературовед, специалист по чешской литературе.

## Биография
Окончила Среднеазиатский государственный университет (1942). Доктор филологических наук. Член Союза писателей СССР (1969).

## Сочинения

### Критика
- Творчество Т. Сватоплука // Писатели стран народной демократии. — М., 1959.
- Современная чешская литература. — М., 1961
- Творческий путь Марии Пуймановой. — М., 1961[3]
- Современный чешский и словацкий роман. — М., 1962. (В соавт. с Э. М. Олоновой)[4]
- Литература социалистической Чехословакии: Споры, искания, решения. — М., 1965[5]
- Карел Чапек: Творческий путь. — М., 1969
- Похождения бравого солдата Швейка Ярослава Гашека. — М., 1971 (Массовая историко-литературная библиотека)
- Чешский роман XX века и пути реализма в европейских литературах. — М., 1979[6]
- Эпос обновления жизни: Роман в литературе социалистических стран 1960-70-х годов. М., 1982